# Józef Deskur

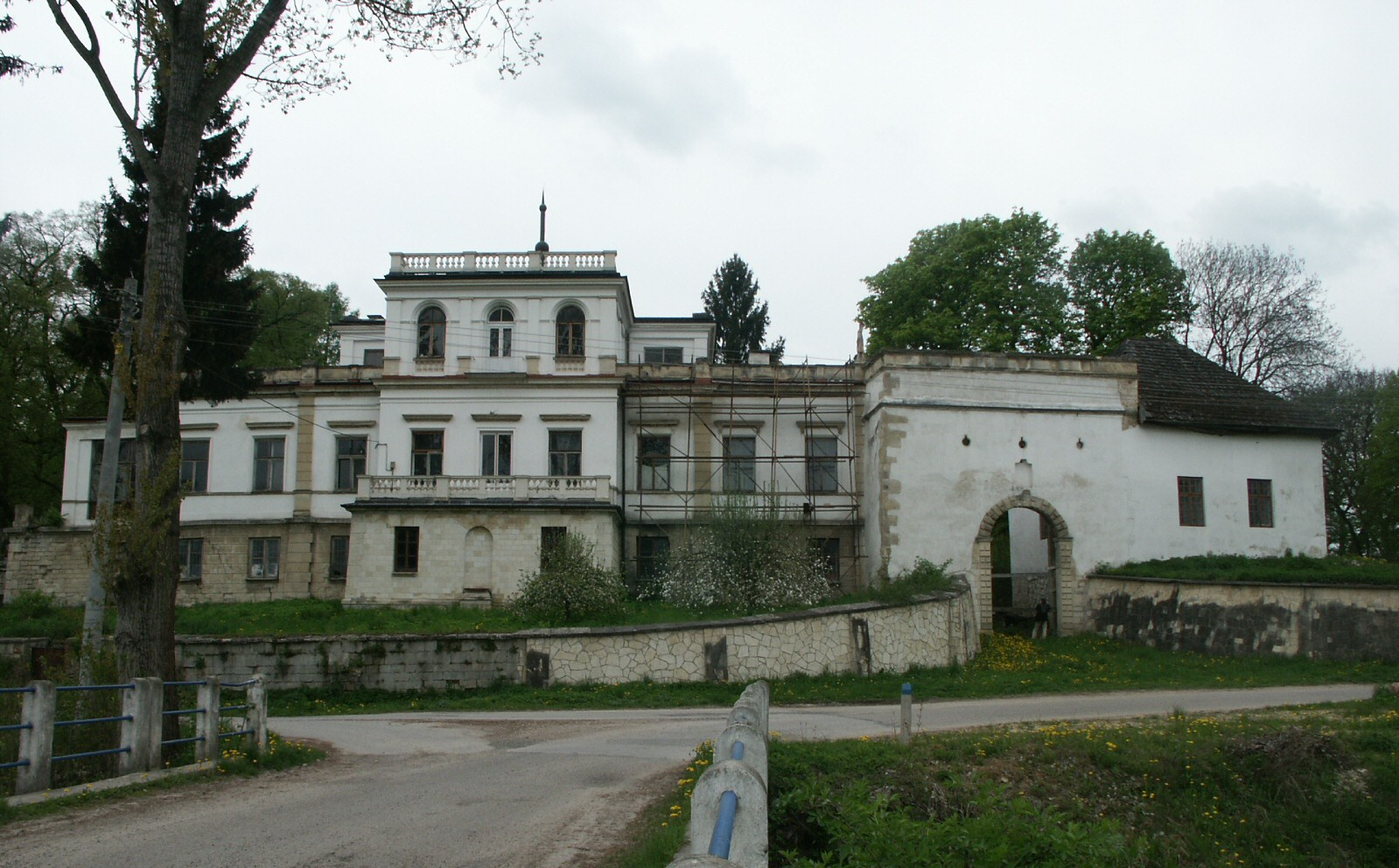
Pałac w Sancygniowie, którego właścicielem był Deskur i gdzie tworzył.

Józef Marian Deskur (ur. w 1861 w Warszawie, zm. 9 października 1915 koło Grazu) – polski rysownik i malarz.

## Życiorys
Ukończył Gimnazjum św. Anny w Krakowie, podjął studia filozofii w Pradze. Po studiach z zakresu malarstwa, które odbył głównie w Akademii Sztuk Pięknych w Monachium (pod koniec października 1880 r. zgłosił się do Antikenklasse) i paryskiej Académie Julian tworzył w swoim majątku w Sancygniowie. Wykonał szereg ilustracji, m.in. cykle: Sfinks, Wojna, cykl ilustracji do Bajek tysiąca i jednej nocy. Malował też obrazy olejne, głównie portrety. Projektował elementy małej architektury i meble do swojego pałacu. Aktywny artystycznie do 1910 r.

## Kolekcje dzieł
Dzieła Deskura znajdują się w kolekcjach:
- Muzeum Narodowe w Kielcach (w tym Muzeum Henryka Sienkiewicza w Oblęgorku[2])
- Muzeum Narodowe w Poznaniu
- Muzeum Narodowe w Warszawie
- Muzeum Narodowe we Wrocławiu